# U agoniji
U agoniji je drama Miroslava Krleže u dva ili tri čina objavljena 1928. godine u Hrvatskoj reviji, a premijerno izvedena 14. travnja iste godine u HNK Zagreb. Ova drama je druga iz ciklusa Glembajevi, uz Gospodu Glembajeve i Ledu. Prvo izdanje se sastojalo od dva čina, a Krležina nadopuna iz 1962. godine izmjenjuje kraj drugog čina i dodaje treći.

## Lica
- barun Lenbach
- Laura Lenbachova, njegova žena
- dr Ivan plemeniti Križovec
- grofica Madeleine Petrovna, manikirka, ruska emigrantkinja
- gluhonijemi prosjak
- Marija
- policijski pristav (samo u verziji s trećim činom)